# AEL利馬素
AEL利馬素（希臘語：Αθλητική Ένωση Λεμεσού，Athletic Union of Limassol），通称AEL（希臘語：ΑΕΛ），是塞浦路斯利马索尔的一个体育俱乐部。成立於1930年10月4日。